# Hällaryd
Hällaryd – miejscowość (tätort) w Szwecji, w regionie administracyjnym (län) Blekinge, w gminie Karlshamn.
Według danych Szwedzkiego Urzędu Statystycznego liczba ludności wyniosła: 673 (31 grudnia 2015), 632 (31 grudnia 2018) i 630 (31 grudnia 2019).